# Andira zehntneri
Andira zehntneri är en ärtväxtart som beskrevs av Hermann August Theodor Harms. Andira zehntneri ingår i släktet Andira och familjen ärtväxter. Inga underarter finns listade i Catalogue of Life.